# Cantó de Tonens
El cantó de Tonens és un cantó francès del departament d'Òlt i Garona, situat al districte de Marmanda. Compta 5 municipis i el cap és Tonens.

## Municipis
- Clairac
- Haulhet
- La Fita
- Tonens
- Varés

## Història
| Data d'elecció                           | Identitat         | Partit | Qualitat |
| ---------------------------------------- | ----------------- | ------ | -------- |
| 1973-2004                                | Jean-Pierre Ousty | PS     |          |
| 2004-                                    | Françoise Bize    | PS     |          |
| les dades anteriors no són pas conegudes |                   |        |          |
|                                          |                   |        |          |

## Demografia
| 1962   | 1968   | 1975   | 1982   | 1990   | 1999   | 2006   |
| ------ | ------ | ------ | ------ | ------ | ------ | ------ |
| 12.270 | 12.951 | 13.471 | 13.655 | 13.852 | 13.626 | 13.906 |